# Warowiszte
Warowiszte lub Varovište (maced. Варовиште) – wieś w północno-wschodniej Macedonii Północnej, w gminie Kriwa Pałanka.